# Eocardia
Eocardia — викопний рід гризунів з раннього до середнього міоцену Аргентини (формація Санта-Крус) і Чилі, Південна Америка. Істота довжиною 30 сантиметрів була споріднена морським свинкам і капібарі.